# Prozerpina
Prozerpina (łac. Proserpĭna) – starorzymska bogini kiełkującego zboża, królowa świata podziemnego.
Uważana za małżonkę Dis Patera (Plutona), wraz z którym odbierała cześć podczas świąt znanych jako ludi Tarentini. Jej imię pochodzi od łac. proserpere – „zjawiać się”.
Bardzo wcześnie została utożsamiona z grecką Persefoną.